# Электронные ключи силовой электроники
Ключи — это устройства, которые поочередно находятся в одном из двух крайних состояний: пропускание электрического тока или блокирование напряжения. (Это безусловное, общее свойство всех ключей). Кроме того, определенные ключи при смене состояния, могут, или не могут, коммутировать ток и/или напряжение. (Это частные свойства).
Электронные ключи, в отличие от электрических — это статические (немеханические, часто твердотельные полупроводниковые) устройства. Работа их принципиально основана на проявлении нелинейных свойств материи (полупроводник, активный диэлектрик, ферромагнетик, ионизированный газ) при воздействии электрического, магнитного поля, излучения. (Так, например, индуктивность, обычный дроссель — это электротехнический компонент. А нелинейный дроссель насыщения — это уже электронный компонент, компонент электроники, индуктивный ключ).
Силовые ключи предназначены для импульсного преобразования параметров электроэнергии, не зависимо от мощности (милливатты или мегаватты).
Возможны всего четыре варианта сочетаний вышеуказанных частных и общих свойств ключа, что дает четыре группы ключей, отличающихся особенностями перехода ключа между его двумя состояниями [1], [2]. А потому, все уже созданные электронные ключи или те, которые будут созданы, неизбежно попадут в хотя бы в одну из указанных групп. Таким образом, разделение ключей по их основным (коммутационным) свойствам на четыре группы дает первую ступень их классификации.
Это четыре группы ключей, которые
1. коммутируют как ток, так и напряжение (то есть имеют активное размыкание и замыкание, это ключи, типа обычного транзистора или вакуумного триода),
2. коммутируют только напряжение (типа тиристора, тиратрона, индуктивности насыщения), это ЗАМЫКАТЕЛИ,
3. коммутируют только ток (типа дуального тиристора, емкости  насыщения), это РАЗМЫКАТЕЛИ,
4. ключи, без способности коммутации и тока, и напряжения, но имеющие замкнутое и разомкнутое состояние (как полупроводниковый диод, и схожие с диодом, но одноквадрантные пассивные ключи, формально меняют свое состояние при нулевых условиях, то есть при К.З. ключа внешней цепью, либо при Х.Х. ).
Ключи первой группы обязательно имеют вход (электрод) управления. С поступлением сигналов на вход, эти ключи инициируют коммутацию как тока, так и напряжения в цепи. Т.о. это полностью активные ключи. Ключи второй и третьей и четвертой группы реагируют на коммутацию тока и/или напряжения внешней цепью своим замыканием и размыканием без поступления на них сигналов управления. Их относят к активно/пассивным, самоуправляемым ключам.
Импеданс ключей [3] может иметь как резистивный характер (полупроводник, вакуумная или газонаполненная лампа, и др.), так индуктивный (дроссель насыщения,  Saturable reactor), или емкостной (конденсатор насыщения — Вариконд, и полупроводниковый диод, с диффузионной и барьерной емкостями p-n-перехода).   См. рисунок (кликнув по нему, можно прочитать пояснение):
Еще одной особенностью электронных ключей силовой электроники является их работа на высокой частоте, как правило, выше частоты промышленной сети переменного тока, вплоть до мегагерц.
Важными параметрами электронных ключей силовой электроники являются малые потери в статическом (квазистатическом) состоянии и в динамике. Это обеспечивается низким импедансом в замкнутом состоянии, высоким — в разомкнутом, и быстротой переключения. Ввиду значительных статических потерь электронные вакуумные лампы в качестве управляемых ключей и выпрямителей применяются ограниченно, лишь в случае экстремальных условий: напряжения, температуры, радиации и т. п. Ограниченно, лишь для коммутации экстремальных напряжений и токов применяются и современные газоразрядные лампы (мощные тиратроны).
Некоторые сведения о ключах всех четырех групп собраны в таблицу.
| | ЭЛЕКТРОННЫЕ КЛЮЧИ СИЛОВОЙ ЭЛЕКТРОНИКИ                                             | | | |
| Название группы | АКТИВНЫЕ КЛЮЧИ (active switches, on-off- switches,)                               | ЗАМЫКАТЕЛИ (connectors, On-make switches, turn-on switches) | РАЗМЫКАТЕЛИ (disconnectors, breakers, Off-make switches, turn-off switches) | ПАССИВНЫЕ КЛЮЧИ (passive switches, zero on- off- switches) |
| Отображение принципа работы электронного ключа |                                                                                   | | | |
| Исходное состояние | Замкнут или разомкнут, зависит от вида                                            | Нормально-разомкнут, (высокий импеданс)* | Нормально-замкнут, (низкий импеданс)* | Замкнут или разомкнут, зависит от предыстории или внешних условий* |
| Траектория рабочей точки в координатах V—I | Без обязательного захода в точку V=0, I=0                                         | С обязательным заходом в точку I=0 | С обязательным заходом в точку V=0 | С обязательным заходом в точки V=0, I=0 |
| Атрибутивный режим переключений | Жесткий, hard (или мягкий, soft), но с неизбежными потерями переключения          | Переключение при нулевом токе, Zero Current Switching (ZCS) Потери размыкания равны нулю | Переключение при нулевом напряжении, Zero Voltage Switching (ZVS) Потери замыкания равны нулю | Переключение при нулевых значениях тока и напряжения (ZCS and ZVS) Коммутационные потери отсутствуют                                                                           |
| Условная траектория рабочей точки | Hard Switching Trajectories                                                       | ZCS Trajectories | ZVS Trajectories | ZCS-ZVS Trajectories |
| Характерные диаграммы переключения | Hard switching waveform                                                           | ZCS waveform | ZVS waveform | ZVS-ZCS waveform |
| Характерные свойства и особенности ключа | Внешнее управление замыканием и размыканием при подаче сигнала на вход управления | Самоуправляемое размыкание при нуле тока, самоуправляемое замыкание при пороговом напряжении (или при limit ∫Udt) на ключе. Внешнее управление замыканием ключа. Положительная о.с. по току, отрицательное сопротивление, триггерный эффект** | Самоуправляемое замыкание при нуле напряжения, самоуправляемое размыкание при пороговом токе (или при limit ∫Idt) через ключ. Внешнее управление размыканием ключа. Положительная о.с. по напряжению, отрицательное сопротивление, триггерный эффект** | Отсутствие внешнего управления. Поочередное самоуправляемое замыкание и размыкание при нуле тока и напряжения на ключе. Положительная о.с. как по току, так и по напряжению.** |
| Вариант ключа. Популярные ключи | Полевые и биполярные транзисторы, IGBT, GTO, электровакуумный триод               | Тиристор, симистор, TRIAC, тиратрон, дроссель насыщения, saturable inductor | Дуальный тиристор, конденсатор насыщения, SOS, SRD-диод, Лямбда-диод | Диод, РВД — реверсивно-включаемый динистор [8] |
| * — это исходное состояние ключа в статическом режиме работы, а также квази-состояние «динамических» ключей после инициации. ** — для «чистого» ключа на основе транзисторов, образующих триггер |                                                                                   | | | |

Важно отметить, что активные ключи ИНИЦИИРУЮТ коммутацию в преобразователе, в то время, как пассивные ключи РЕАГИРУЮТ на произошедшую в цепи коммутацию [10]. 
Как видно из таблицы, ключи первой группы (Активные) работают в жестком (hard switching) режиме с большими коммутационными потерями и большой мгновенной мощностью замыкания и размыкания. Это демонстрирует "Условная траектория рабочей точки" в таблице. Так, в момент замыкания ключа из точки Off приведенная к ключу емкость схемы не позволяет мгновенно снизить напряжение на ключе, а даже небольшое снижение напряжения вызывает всплеск тока. А в момент размыкания из точки On приведенная к ключу индуктивность вызывает всплеск напряжения. Диаграмма переключения показывает наличие значительного тока и напряжения (а, значит, потерь энергии) на интервале переключения. В случае использования специальных демпферов (snubber, Снабер), эти ключи функционируют в смягченном (Soft Switching) режиме. Однако, даже при этом коммутационные потери имеются принципиально.
У ключей второй группы (Замыкатели) принципиально, атрибутивно отсутствуют потери размыкания, ибо переход к разомкнутому (исходному) состоянию происходит, когда ток ключа становится равным нулю.
У ключей третьей группы (Размыкатели) принципиально, атрибутивно отсутствуют потери замыкания, ибо переход к замкнутому (исходному) состоянию происходит, когда напряжение на ключе становится равным нулю.
У ключей четвертой группы, по сути вообще отсутствуют коммутационные потери, поскольку смена состояний происходит попеременно, в моменты, когда и ток ключа, и напряжение становятся равными нулю.
Полупроводниковые ключи имеют заметную паразитную емкость. Потому режим импульсного преобразователя с переключением при нулевом напряжении (Zero voltage switching, ZVC) для большинства применений является предпочтительным. Атрибутивным ключом этого режима являются ключи третьей группы, в том числе, дуальный тиристор [4]. Преимущество этих ключей состоит в том, что они не нуждаются в управлении замыканием (так как имеют самоуправляемое замыкание при снижении напряжения на них до нуля). Вторым достоинством этих ключей является самоуправляемое размыкание при пороговом токе, то есть самозащита от перегрузок по току. Вышеуказанные свойства неизбежно появляются у ключа, составленного из транзисторов с положительной обратной связью по напряжению между ними, например, комплементарных, нормально-замкнутых, как  [11], [12]. 
Известны различные реализации дуального тиристора, в том числе, мощного монолитного твердотельного, разработанного J.-L. Sanchez и др. [5].
Во второй и третьей группах ключей выделены «чистые» ключи. Это ключи на основе двух, и более транзисторов, охваченных положительной обратной связью по току или напряжению, являющиеся, по сути, триггерами с гистерезисом. Указанные ключи имеют СТАТИЧЕСКИЕ Вольт-Амперные Характеристики. В ВАХ этих ключей есть область с отрицательным сопротивлением, то есть они являются Негатронами [6]. Эти ключи обладают атрибутивными свойствами самоуправления не только при нулевых значениях тока или напряжения (соответственно, для второй и третьей группы это возврат к исходному состоянию), но и самоуправляемым замыканием при достижении порогового напряжения для тиристора, и размыканием, при достижении порогового тока, для дуального тиристора. А потому уникальной особенностью этих ключей является возможность создания простейших параметрических преобразователей-автогенераторов с высокими энергетическими характеристиками.
Остальные ключи второй, третьей и четвертой групп приобретают свои свойства лишь в режиме переключений, при котором в каждом такте работы осуществляется их подготовка (активация, накачка). Потому они имеют не статические, а квази-статические ВАХ, что, впрочем, не мешает с успехом использовать их в импульсных преобразователях.
Ключи второй группы (Замыкатели) на основе индуктивностей насыщения (т. н. магнитный усилитель, Magnetic amplifier) были первыми статическими ключами, обеспечивающими не только преобразование параметров электроэнергии, как ртутный выпрямитель (1902 год), но и управление. Они появились в 1912 году, породив этим саму Силовую Электронику по мнению автора [3]. Интересно, что такие ключи в схемах переменного тока могут быть с успехом заменены на другие ключи этой же группы, например, на управляемые газоразрядные лампы или тиристоры, без какого-либо заметного изменения функционирования самого преобразователя.
Полупроводниковые ключи (тиристоры и т. п.) уже давно вытеснили из рядового использования ключи на основе индуктивности насыщения типа Magnetic amplifier в сетях переменного тока. Есть сведения [9] об эффективности использования магнитных ключей (магнитных усилителей) на повышенных частотах в регуляторах многоканальных источников вторичного питания с сильноточными низковольтными регулируемыми каналами. Вместе с тем, индуктивные ключи (Magnetic switch, saturable inductor) до сих пор не потеряли своей актуальности, как ключи, принципиально имеющие значительно меньшие физические ограничения по мгновенным значениям напряжения и тока, нежели полупроводниковые [7]. А потому они незаменимы в выходных каскадах генераторов мощных импульсов (magnetic pulse compression).
В третью группу ключей (Размыкатели) входят, в том числе, и насыщающиеся конденсаторы (вариконд). Однако, в настоящее время вариконды в качестве ключей не нашли применения из-за низких электрических характеристик известных сегнетоэлектриков. Но схожие с варикондом свойства и, вдобавок, с высокими характеристиками имеет насыщенный p-n переход полупроводникового диода (и транзистора), при прикладывании к нему запирающего напряжения [1]. Ключи на основе SOS, SRD-диодов относятся к этой группе. Понятно, что свойства силового ключа, «размыкателя», p-n переход полупроводниковых диодов  приобретает лишь в динамике (в режиме переключений, после активации).
Ключи четвертой группы (Пассивные) могут, на первый взгляд, показаться бесполезными, поскольку не могут ни закоротить электрическую цепь под напряжением для обеспечения протекания тока, ни прервать протекание тока. Тем не менее, и они с успехом находят применение, не только, как вспомогательные ключи в рекуперационных схемах демпфирования, но и как основные (РВД), в мощных генераторах микросекундного диапазона [8].
Понятно, что ключи первой группы могут, в принципе, работать в любом режиме функционирования импульсного преобразователя (Hard-, Soft- Switching, ZCS, ZVS и т. д.). Но, во-первых, среди них не всегда имеются ключи с необходимыми электрическими характеристиками, а, во-вторых, им необходимо достаточно сложное, синхронизированное с процессами в преобразователе, внешнее управление, в то время как самоуправляемые ключи остальных трех групп часто не нуждаются в таковом.